# Savchenkoiana mokrzhitskae
Savchenkoiana mokrzhitskae là một loài ruồi trong họ Pediciidae. Chúng phân bố ở vùng sinh thái Palearctic.